# Merlú

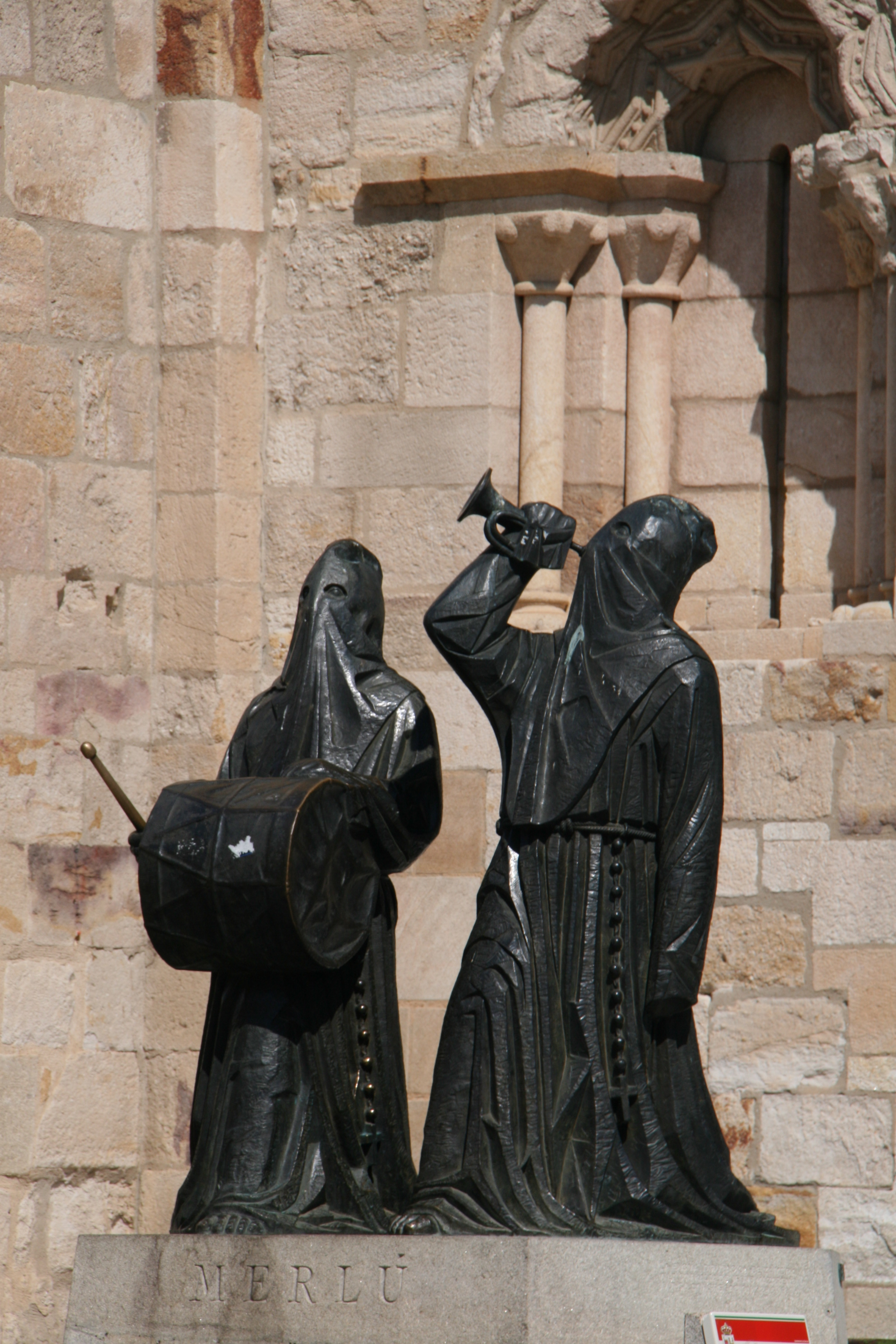
Monumento al Merlú, en Zamora. Ubicado en una esquina de iglesia de San Juan Bautista.

En la Semana Santa de Zamora (España), el Merlú es el nombre que reciben aquellas parejas de congregantes de la Cofradía de Jesús Nazareno cuya labor consiste en reunir a los demás hermanos para comenzar el desfile procesional.

## Características
Los avisos se realizan mediante el toque de una corneta con sordina y un tambor destemplado. Son un total de 6 las parejas que recorren, horas antes de las 5 de la madrugada del Viernes Santo, los diferentes barrios de la ciudad con el fin de reunir en la plaza mayor a los más de 7500 hermanos que conforman la Cofradía.

## Curiosidades
- El merlú es, junto al barandales, una de las figuras más representativas de la Semana Santa en Zamora.
- En el año 1996 se inauguró una estatua de bronce obra de Antonio Pedrero Yéboles, que se situó en la plaza mayor, frente a la iglesia de San Juan de Puerta Nueva.[4]
- El merlú también cumple la función de hacer llamamiento en otras ocasiones:
  - En la asamblea general anual de la cofradía.
  - Como elemento promocional al promover la Semana Santa de Zamora.[5]